# Dosulepina
La dosulepina è un composto appartenente alla famiglia degli antidepressivi triciclici, un inibitore non selettivo della ricapatazione neuronale della noradrenalina e della serotonina, dotato di proprietà farmacologiche simili a quelle della demexiptilina e dell'amitriptilina.

## Farmacodinamica
Il farmaco potenzia gli effetti delle amine biogene inibendo il re-uptake della noradrenalina, della serotonina e della dopamina a livello delle terminazioni nervose. Presenta attività sedative ed anticolinergiche centrali e periferiche.

## Farmacocinetica
Dopo somministrazione per via orale dosulepina è ben assorbita dal tratto gastroenterico. Viene demetilata durante il primo passaggio attraverso la ghiandola epatica con formazione del metabolita attivo principale, la desmetildosulepina (che prende anche il nome di nortiaden). Subisce inoltre una S-ossidazione. Circa 3 ore dopo somministrazione orale di 75 mg di farmaco si ottiene un picco di concentrazioni plasmatiche di 0,03-0,07 µg/ml. Una volta raggiunte le concentrazioni terapeutiche l'80-90% di dosulepina risulta legata alle proteine plasmatiche. L'eliminazione della dosulepina dall'organismo avviene principalmente attraverso l'emuntotio renale principalmente in forma di metaboliti. Una quantità miinore viene eliminata tramite le feci. Il farmaco viene secreto nel latte materno. L'emivita risulta compresa tra 11 e 40 ore per la dosulepina, tra 22 e 60 ore per la monodesmetildosulepina e tra 13 e 35 ore per la dosulepina solfossido.

## Tossicologia
Nell'uomo concentrazioni plasmatiche superiori a 5 µg/ml sono state associate a casi di morte da sovradosaggio.

## Usi clinici
La dosulepina è indicata nel trattamento degli stati depressivi. L'effetto antidepressivo prima di rendersi evidente richiede almeno 10-20 giorni di trattamento. È stata utilizzata anche in caso di dolore faciale psicogeno (artromialgia faciale e dolore faciale atipico) e fibromialgia primaria.

## Effetti collaterali e indesiderati
Rispetto all'amitriptilina, la dosulepina presenta un'incidenza più bassa di effetti anticolinergici. L'incidenza di effetti collaterali è bassa, ma sono stati segnalati disturbi gastrointestinali quali secchezza delle fauci, nausea, stipsi e talvolta aumento delle transaminasi, in particolare delle SGOT. Più raramente ittero colestatico. Altri evanti avversi che si possono verificare consistono in tachicardia, disturbi dell'accomodazione, ritenzione urinaria, sedazione, ipotensione ortostatica, tremore, rash cutaneo. Sono stati riportati anche aritmie cardiache e agranulocitosi. Inoltre il farmaco può esacerbare manifestazioni psicotiche. La brusca interruzione di un trattamento di dosulepina può scatenare una sindrome d'astinenza che si manifesta con irrequietezza, insonnia, sudorazione profusa.

## Controindicazioni
La dosulepina è controindicata nei soggetti con ipersensibilità individuale nota al principio attivo oppure ad uno degli eccipienti utilizzati nella formulazione farmaceutica. È inoltre controindicata nei pazienti affetti da glaucoma ad angolo chiuso, insufficienza epatica, iperplasia prostatica e disturbi cardiovascolari (in particolare nei soggetti con storia personale di un infarto del miocardio recente o pregresse aritmie cardiache). 
L'uso è controindicato anche nelle donne in stato di gravidanza, nei pazienti che assumono inibitori delle monoamino ossidasi (IMAO) ed in quelli con pregresse convulsioni o epilessia.

## Dosi terapeutiche
La dose orale media è di 25 mg tre volte al giorno. Tale dosaggio può essere incrementato, se necessario, fino a 50 mg tre volte al giorno. Alternativamente, si possono somministrare 75 o 150 mg in unica dose serale. Dosi giornaliere fino a 225 mg sono state somministrate a pazienti ospedalizzati sofferenti di forme molto gravi di depressione.

## Sovradosaggio
L'intossicazione acuta, accidentale o volontaria, può comportare l'insorgenza di disturbi neurologici e cardiovascolari (tra questi ultimi in particolare tachicardia, ipotensione, disturbi della conduzione). 
Non è disponibile un antidoto specifico pertanto il trattamento, da attuarsi previo ricovero urgente in un centro ospedaliero specializzato, è puramente sintomatico e mira al supporto delle funzioni vitali.